# 1079 Mimosa
1079 Mimosa là một tiểu hành tinh bay quanh Mặt Trời được phát hiện ngày January 14 in 1927 bởi George Van Biesbroeck. Ban đầu nó có tên là 1927 AD due ti its year of discovery The numerical designation indicates this was the 1079th asteroid discovered. Nó được đặt theo tên Mimosa genus of shrubs.